# Sankt Eriks-Mässan

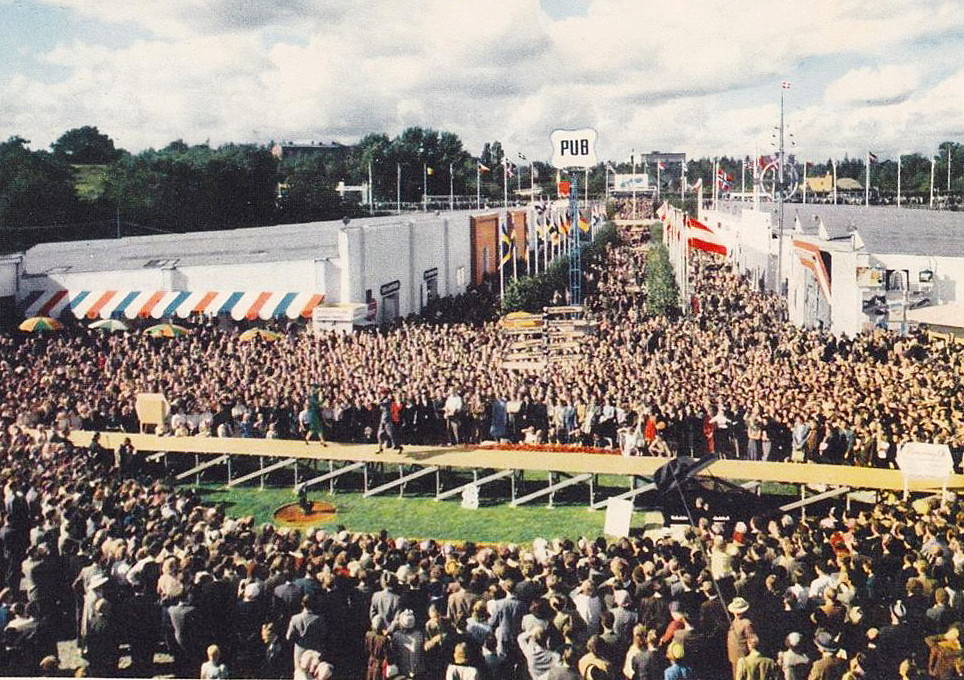
Sankt Eriks-Mässan med mannekänguppvisning 1952.

Sankt Eriks-Mässan (även S:t Eriks-Mässan eller S:t Eriksmässan) var en årlig, internationell konsumentvarumässa som började sin verksamhet 1943 vid Lidingövägen på Storängsbotten i Stockholm. Mässan flyttade 1971 till nybyggda lokaler i Älvsjö och bytte 1976 namn till Stockholmsmässan.

## Historik
Idén att starta mässverksamhet i Stockholm hade bröderna Börje och Folke Claeson som i början av 1940-talet var i Europa för att besöka olika mässor. Förebild var bland annat Leipziger Muster-Messe som officiellt arrangerade årliga produktmässor sedan 1895. Den nya verksamheten döptes efter Stockholms skyddshelgon Sankt Erik till Sankt Eriks-Mässan. Man hyrde den då nybyggda Kungliga tennishallen vid Storängsbotten och invigde 1943 den första mässan. Under mässan i september 1944 premiärvisades här nya Volvo PV 444. Reklamen förklarade: "Svenska händer och hjärnor skapa Volvos värde". Mässområdet låg strax norr om Lidingövägen på Storängsbotten.

## Mässans byggnader

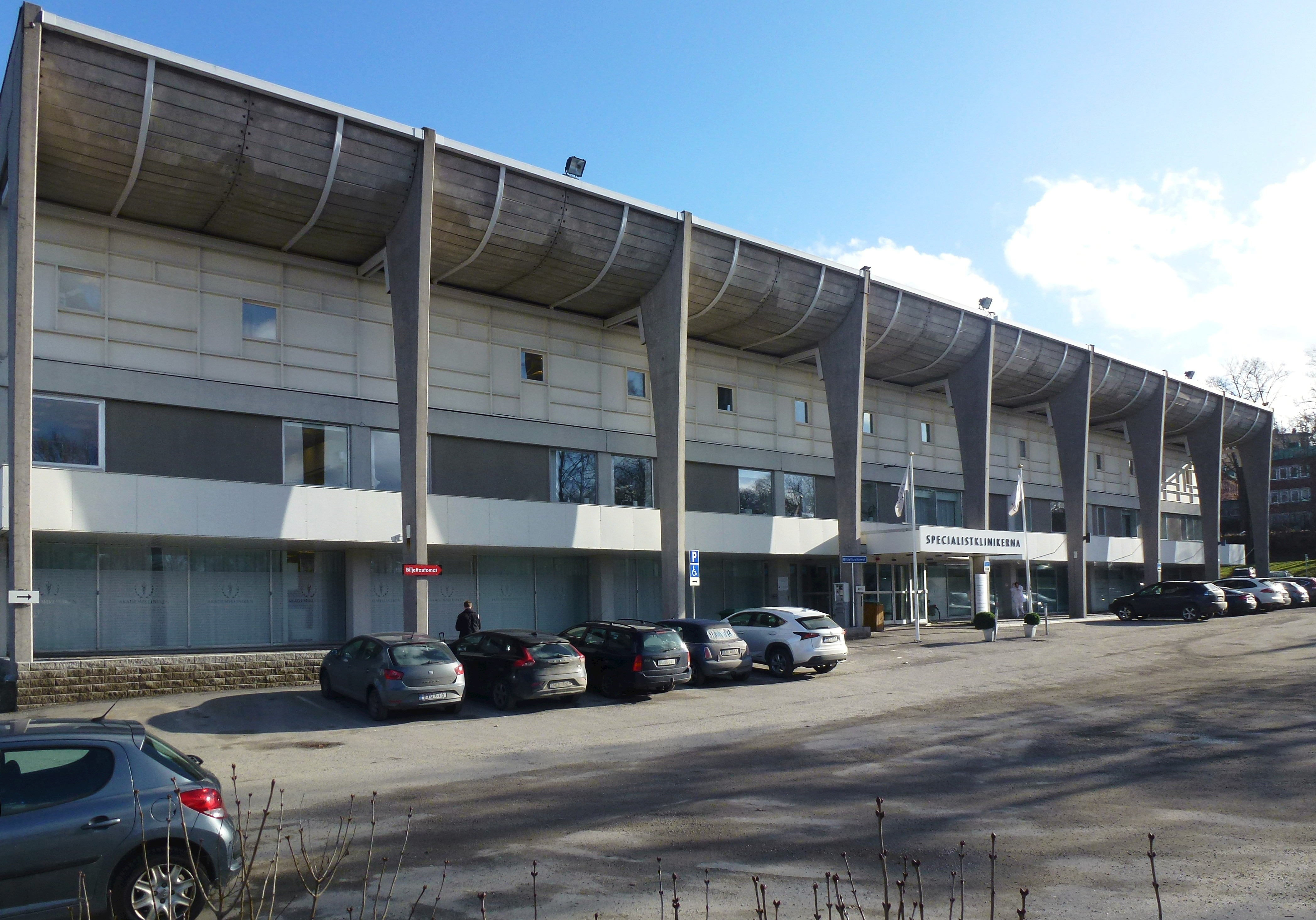
Före detta USA:s paviljong.

I samband med större mässor uppfördes diverse tillfälliga mässpaviljonger. År 1958 byggdes även en permanent, cirka 10 000 kvadratmeter stor utställningshall, den numera rivna S:t Erikshallen. Arkitekt var Gustaf Lettström. Samtidigt uppfördes utställningspaviljongen för USA (arkitekter Reino Aarino från USA och Gustaf Lettström).
USA:s paviljong finns kvar om än i kraftig förändrad form när den byggdes om för Svenskt Möbelcentrum 1963 och fick då sitt nuvarande utseende med den fristående pelarraden vid entrésidan. Arkitekt Gustaf Lettström ansvarade för ombyggnaden. Sedan år 2006 finns privatsjukhuset Akademikliniken och Specialistklinikerna i byggnaden. 
År 1960 tillkom den tillfälliga paviljongen för Västtyskland, som på 1970-talet byggdes om till både båt- och bilhall och senare till stormarknad för en hemelektronikkedja. Byggnaden finns också kvar men är fullständig ombyggd och nyttjas som byggmaterialförråd och -upplag.

## Historiska bilder
På 1950-talet dokumenterade fotografen Sune Sundahl Sankt Eriks-Mässans byggnader.

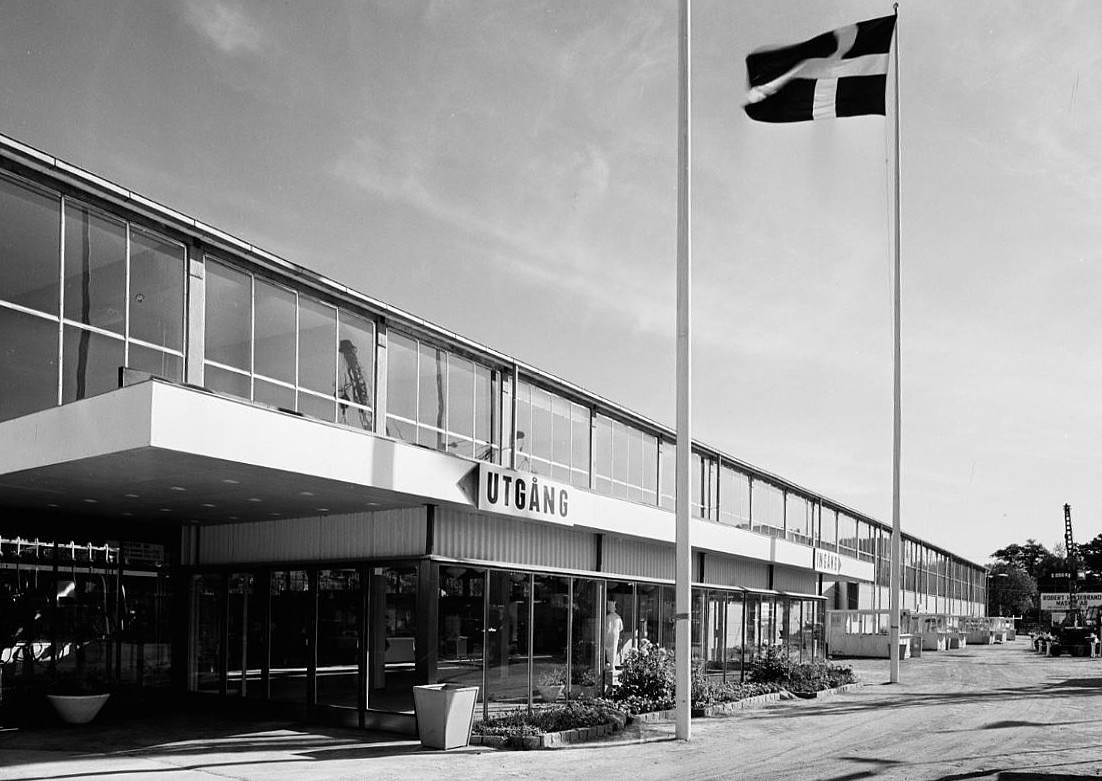
Sankt Erikshallen
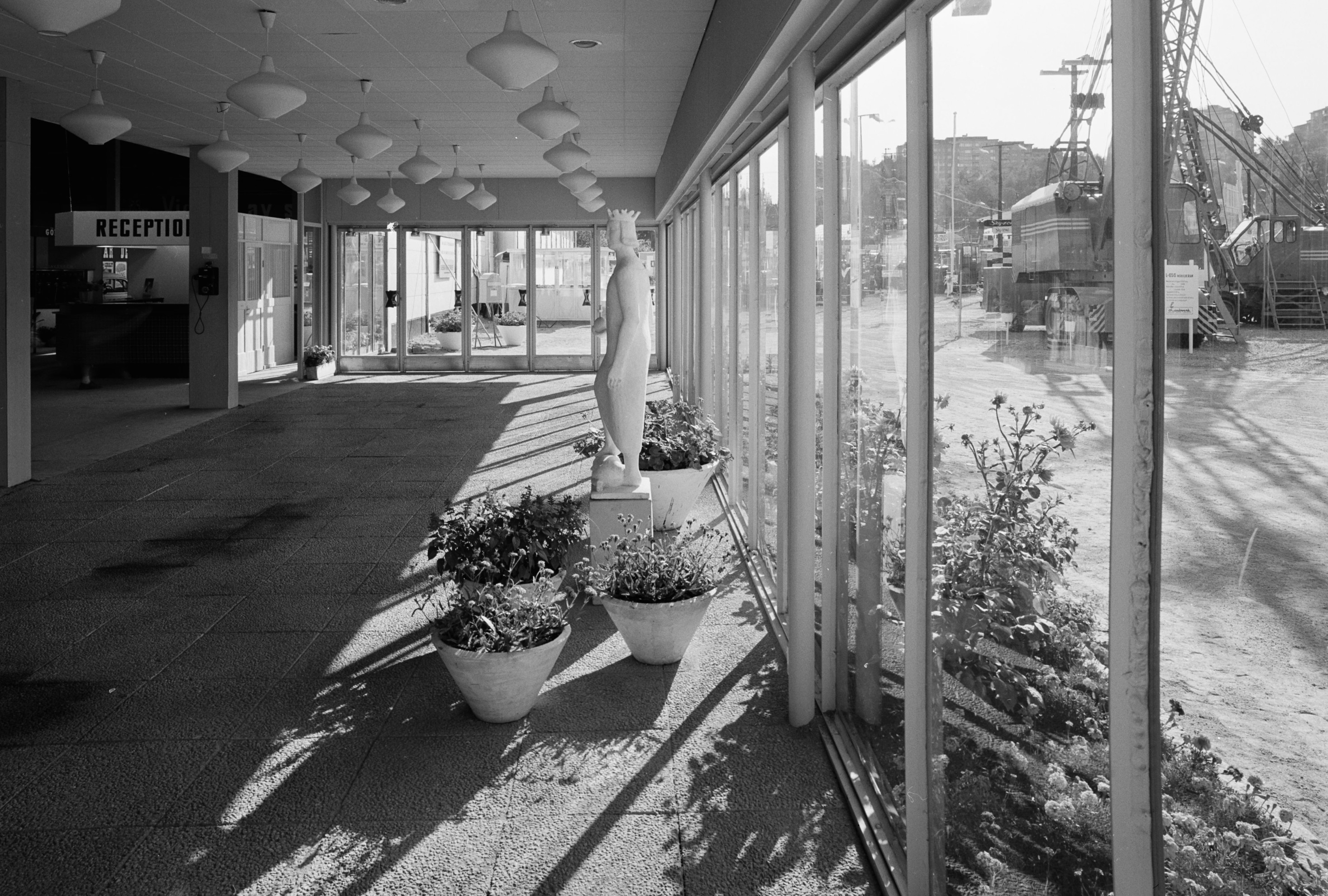
Sankt Erikshallen, foajé
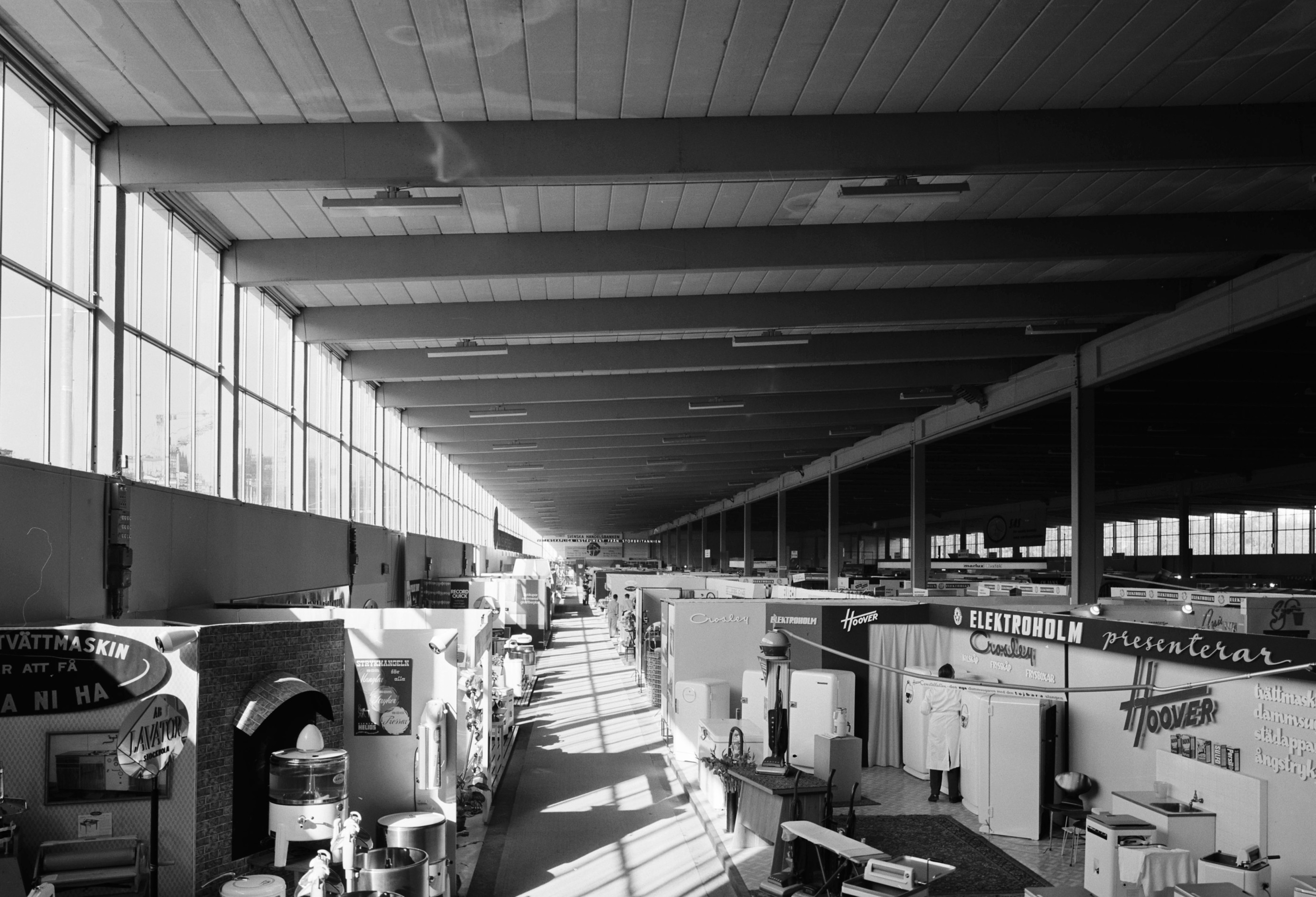
Utställning, hushållsmaskiner
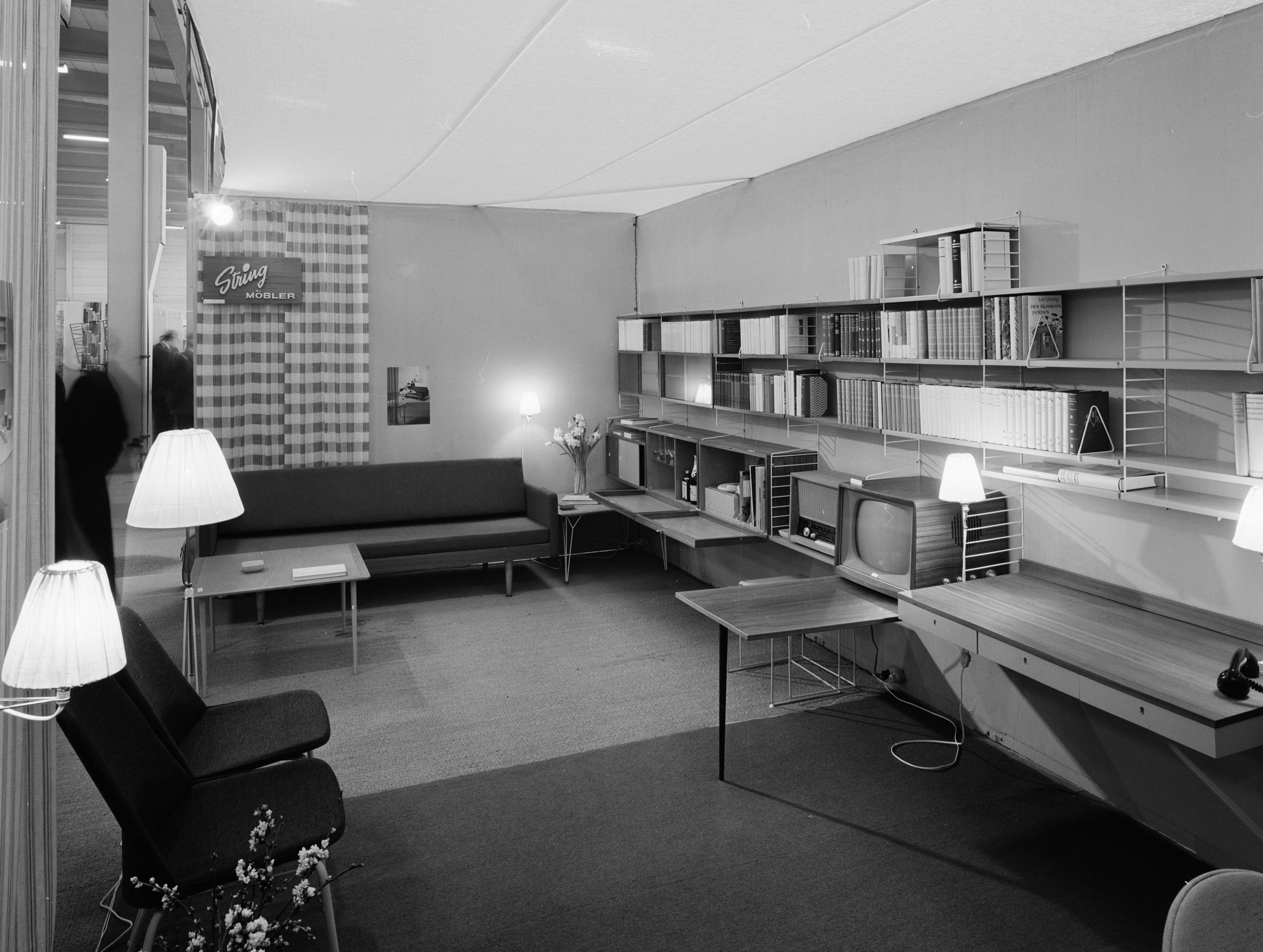
Interiör med String-hyllor
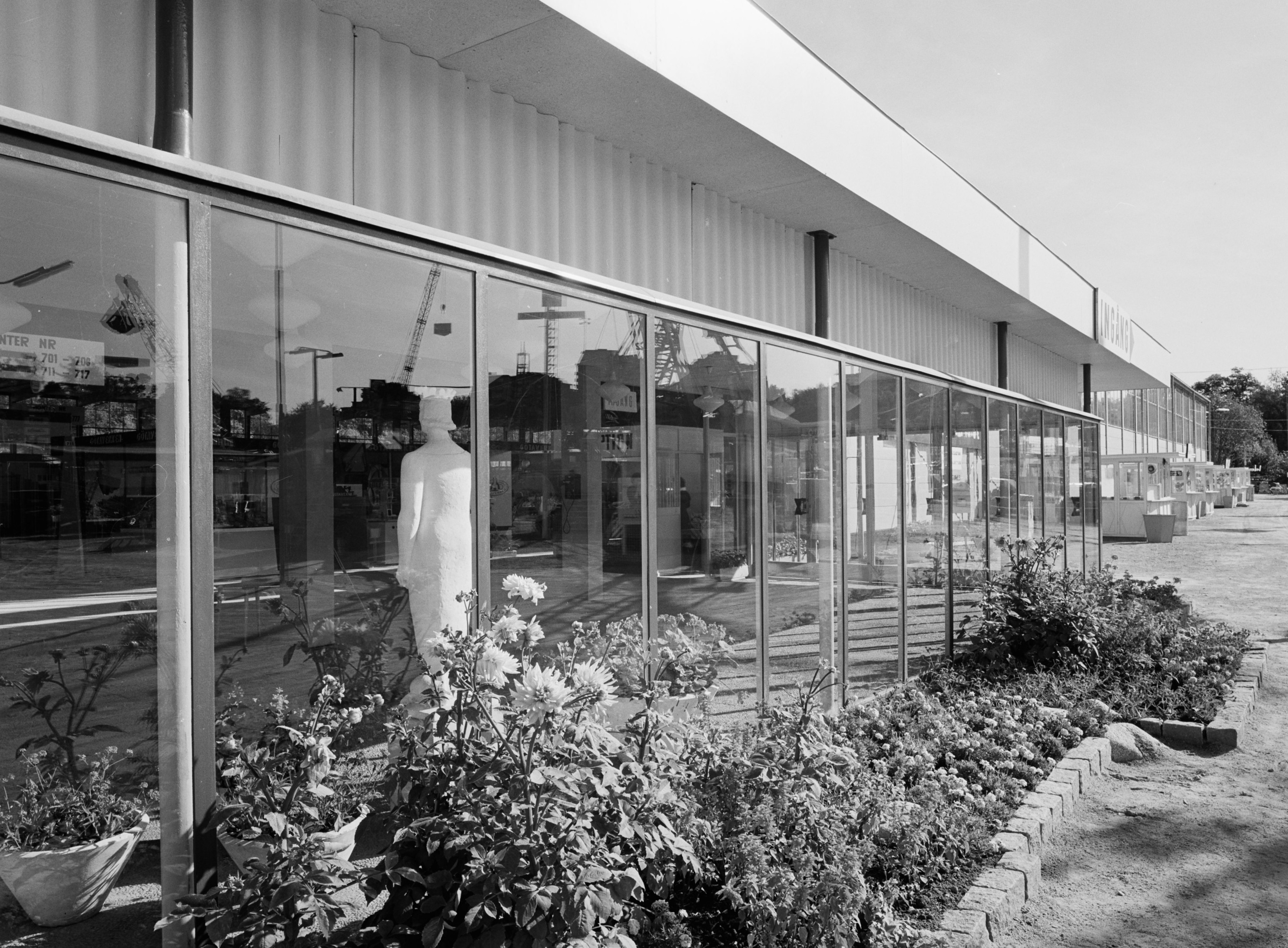
Sankt Erikshallens entré
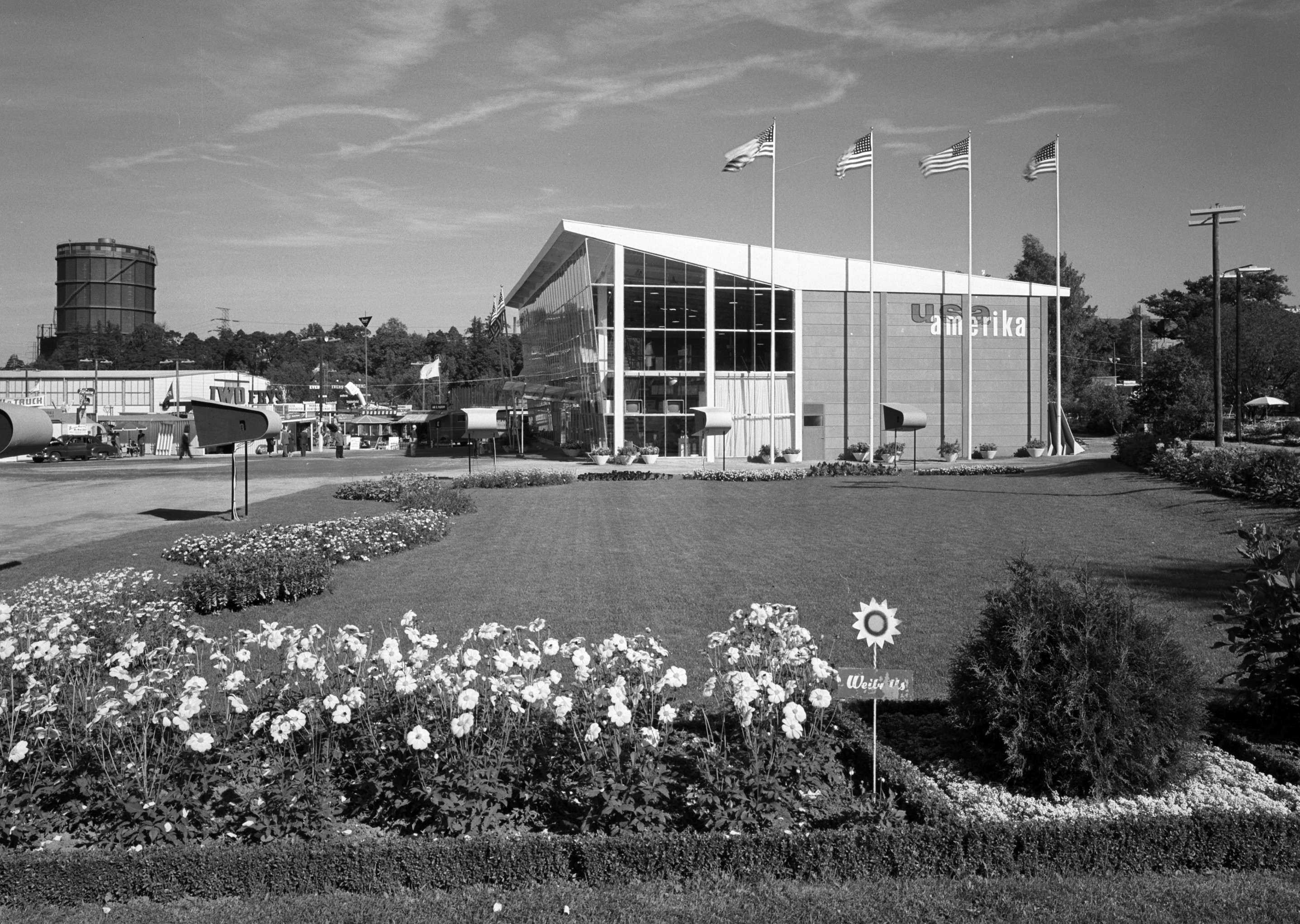
USA:s paviljong
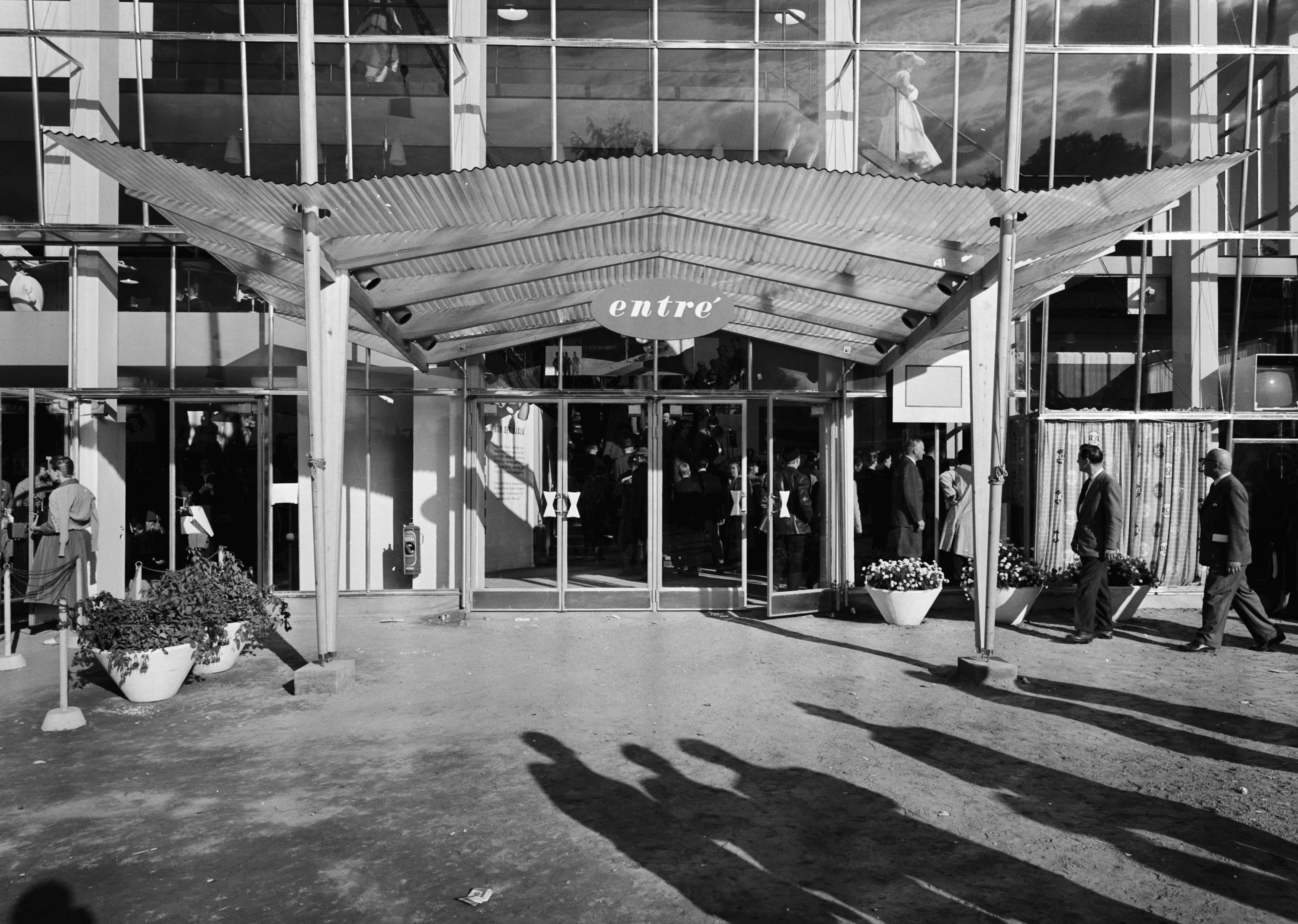
USA:s paviljong
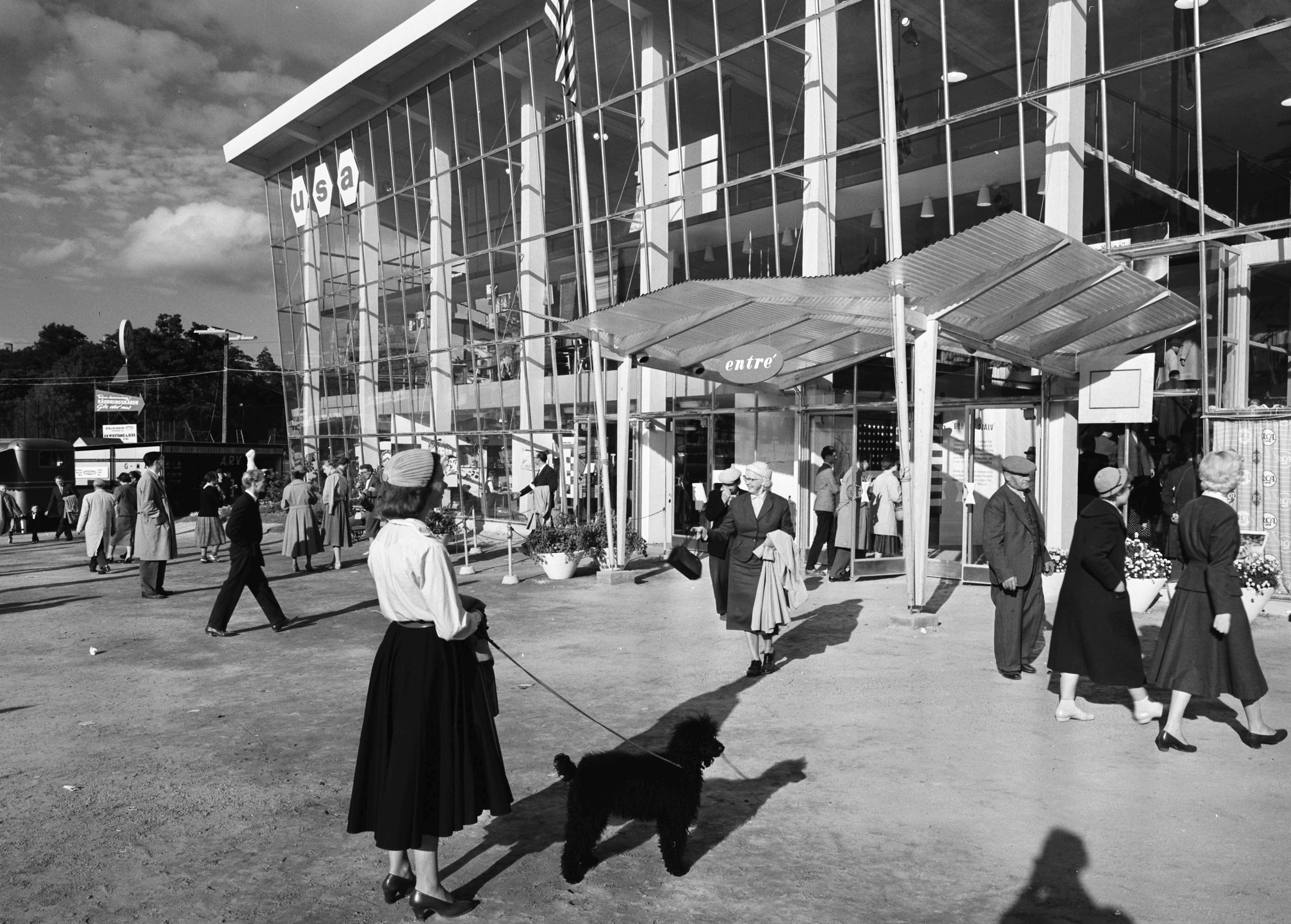
USA:s paviljong

## Mässan flyttar till Älvsjö
Mässverksamhetens omfattning ökade för varje år. 1954 arrangerades den tolfte mässan som samtidigt hade blivit tolv gånger så stor som vid starten 1943. År 1966 insåg ledningen att nödvändig expansionsmöjlighet saknades på Storängsbotten och man föreslog nyetablering på Järvafältet alternativt att flytta till Älvsjö. Här hade Stockholms stad förvärvat både Älvsjö gård och ett stort gärde som förr var Brännkyrkasjön. Den 12 november 1966 togs det första spadtaget av dåvarande finansborgarråd i Stockholms stad, Per-Olof Hanson och den 2 november 1970 installerade sig mässpersonalen i de nya mässhallarna. På våren 1971 invigdes anläggningen av kung Gustav VI Adolf. Namnet Sankt Eriks-Mässan existerade fram till 1976 då man bytte till det mera neutrala Stockholmsmässan.

## Framtidsplaner för Sankt Eriks-Mässans område
Planområdet för platsen av den tidigare Sankt Eriks-Mässan ligger numera inom Norra Djurgårdsstadens stadsutvecklingsområde och utgör en del av Kungliga Nationalstadsparken, vilket ställer särskilda krav. Enligt en pågående planprocess (våren 2015) finns planer på att möjliggöra utveckling av området för idrott och hälsa. Planförslaget innebär bland annat att befintlig bebyggelse i området bevaras (med undantag för före detta tyska paviljongen) och kompletteras med ny, låg bebyggelse ”som inte sticker upp ovanför trädkronorna - högst ca 3 våningar höga”.

## Området då och nu
| Mässområdet för Sankt Eriks-Mässan sett från ungefär samma plats på 1950-talet och i februari 2015. Den stora mässhallen är borta, i bakgrunden syns Kungliga tennishallens välvda tak. |  | Mässområdet för Sankt Eriks-Mässan sett från ungefär samma plats på 1950-talet och i februari 2015. Den stora mässhallen är borta, i bakgrunden syns Kungliga tennishallens välvda tak. |
| Mässområdet för Sankt Eriks-Mässan sett från ungefär samma plats på 1950-talet och i februari 2015. Den stora mässhallen är borta, i bakgrunden syns Kungliga tennishallens välvda tak. |  | |